# Slag bij Cajamarca

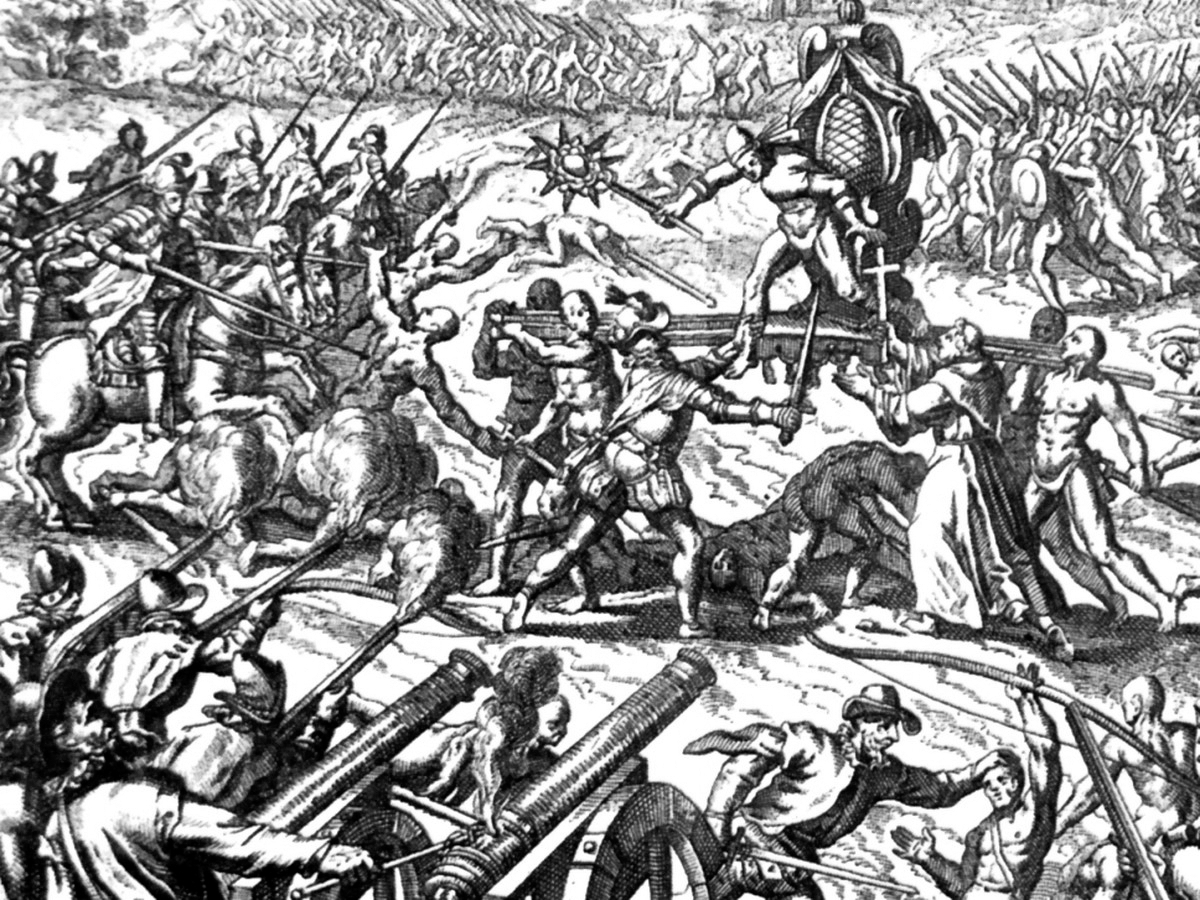
Atahualpa omsingeld op zijn draagstoel, gravure van de slag bij Cajamarca

De Slag bij Cajamarca of het Bloedbad van Cajamarca was de hinderlaag en gevangenneming van Inca keizer Atahualpa door een kleine Spaanse legermacht onder leiding van Francisco Pizarro op 16 november 1532. De Spanjaarden doodden duizenden onbewapende raadgevers, bevelhebbers en hovelingen van Atahualpa op het grote plein van Cajamarca en jaagden het grote Incaleger buiten de stad op de vlucht. De gevangenneming van Atahualpa markeerde het begin van de verovering van de precolumbiaanse beschaving van Peru.

## Achtergrond
De bloedige confrontatie bij Cajamarca was de uitkomst van een maandenlang conflict tussen Pizarro en de Inca via boodschappers. Atahualpa ontving de indringers vanuit een zeer machtige positie. Zijn kamp lag op de hoogten van Cajamarca, met een grote strijdmacht van bijna 80.000 man. Dit waren troepen, die juist de overwinning hadden behaald in de burgeroorlog, die het gevolg was van een machtsstrijd tussen Atahualpa en zijn oudere halfbroer Huascar. Deze machtsstrijd was het gevolg van het voortijdig overlijden van hun vader Huayna Capac en kroonprins Ninan Cuyochi door de pokken, een ziekte die de Spanjaarden hadden meegenomen uit de Oude Wereld en waar de inheemse volken niet tegen bestand waren.
De Inca was er van overtuigd niet veel te hoeven vrezen van Pizarro's kleine legermacht. In een pompeus machtsvertoon, maar ook om zijn goede wil te tonen, had Atahualpa de avonturiers naar het hart van zijn bergachtige rijk geleid, waar elke mogelijke dreiging makkelijk kon worden ingesloten en met massale kracht kon worden onderdrukt.
Pizarro en zijn mannen kwamen vrijdag 15 november 1532 aan. De stad van 2000 bewoners was grotendeels leeg, toen het Spaanse leger van 180 man onder begeleiding van een Inca edelman naar de stad optrok. Atahualpa's kampement lag buiten de stad. Daar bereidde hij zijn mars op de hoofdstad Cuzco voor. Zijn bevelhebbers hadden daar kort daarvoor Huascar gevangen genomen en zijn leger verslagen.

## Vóór het bloedbad
Pizarro verzamelde zijn officieren op de avond van 15 november en zette zijn list uiteen, die in onbeschoftheid Cortés' veroveringen in Mexico in herinnering bracht: hij zou de keizer grijpen te midden van zijn eigen mannen. Aangezien dit moeilijk in een open veld kon worden klaargespeeld, had Pizarro de Inca naar Cajamarca uitgenodigd.
De volgende middag leidde Atahualpa een processie van het merendeel van zijn strijdkrachten, maar Pizarro's kansen veranderden toen Atahualpa aankondigde dat het grootste deel van zijn leger buiten de stadsmuren zou bivakkeren. Atahualpa vroeg slechts om een verblijf in de stad voor zichzelf en gevolg, dat onbewapend zou zijn als teken van vriendschap en absoluut vertrouwen.
Kort voor zonsondergang nam Atahualpa afscheid van zijn gewapende krijgers, die hem tot een halve mijl van Cajamarca vergezelden. Zijn gevolg telde nog steeds meer dan 7000 man, ongewapend op kleine ceremoniële strijdbijlen na. Zijn volgelingen waren rijk gekleed in ceremoniële dracht. Velen droegen gouden of zilveren ronde platen op hun hoofd en de hoofdgroep werd voorgegaan door een groep in geblokte kleuren, die al zingend de weg schoon veegde. De Inca werd gedragen op een draagstoel, versierd met papegaaienveren en deels met zilver overdekt, door 80 hovelingen van hoge rang in levendig blauwe kleding. Atahualpa wilde met zijn machtsvertoon indruk op het Spaanse leger maken. Hij verwachtte zeker geen hinderlaag.
De Spanjaarden hielden zich verschanst in de gebouwen rond het lege plein. Infanterie en ruiters waren verborgen in de straten, die op het plein uitkwamen. Infanteristen bewaakten de ingang van een stenen gebouw in het midden van het plein, terwijl arkebussiers en vier kleine kanonnen binnen stonden opgesteld. Pizarro gaf bevel stil te zijn tot de schoten klonken. Tijdens het urenlange wachten bouwde de spanning zich op en volgens Pedro Pizarro lieten z'n kameraden urine lopen 'uit pure angst'.
Toen ze het plein opkwamen, verdeelden de leiders van de stoet de rijen, zodat de draagstoel het midden van het plein kon bereiken. Vincente de Valverde naderde de Inca, stelde zich voor als de boodschapper van God en de Spaanse troon en eiste dat Atahualpa het katholicisme als geloof zou aanvaarden en Karel V, de keizer van het Heilige Roomse Rijk als zijn heer.
Atahualpa was beledigd en in verwarring door de woorden van Valverde. Atahualpa was al eerder niet van plan op de eisen van de Spanjaarden in te gaan, toch deed hij volgens Garcilaso de la Vega een poging interesse te tonen voor het Spaanse geloof en hun koning. Door de taalbarrière nam de spanning slechts toe. Toen de 'onderhandelingen' spaak liepen, besloten de Spanjaarden opeens tot de strijd over te gaan.

## Verslag van een Inca
Volgens Titu Cusi Yupanqui, de zoon van Manco Inca en een neef van Atahualpa, die als enige Inca verslag deed van wat er gebeurde, hadden Pizarro en De Soto enige dagen eerder Atahualpa ontmoet, waarbij zij een gouden beker aangeboden kregen met de ceremoniële chichadrank. De Spanjaarden goten de bekers leeg op de grond en overhandigden de Inca een brief of boek van God en de Spaanse koning. Beledigd door de weigering van de aangeboden heilige drank, wierp Atahualpa het geschrift op de grond en sommeerde hen te vertrekken. Op 16 november, toen Atahualpa met gevolg het plein op was gekomen, kwamen de Spanjaarden naar hem toe en zeiden dat Viracocha hen opdracht had gegeven hem te vertellen wie zij waren. Atahualpa luisterde, gaf toen aan een van hen een gouden beker met chicha, die niet werd gedronken en waar geen aandacht aan werd geschonken. Atahualpa werd woedend en schreeuwde: 'Als u mij niet respecteert, zal ik u ook niet respecteren' en zei dat hij hen zou doden, waarop de Spanjaarden aanvielen.

## Bloedbad en Atahualpa gevangen genomen
Op het afgesproken teken schoten de geweren op de kwetsbare, ongewapende menigte en rukten de Spanjaarden op. Het effect was verwoestend en de ontstelde Inca's leverden nauwelijks weerstand. Er werd een charge van de Spaanse cavalerie uitgevoerd, in combinatie met vuursalvo's. De Inca's hadden nooit eerder vuurwapens gehoord. De paarden waren daarbij ook nog eens speciaal met bellen uitgerust om extra schrik aan te jagen.
Het doel was Atahualpa en zijn hoogste bevelhebbers te pakken te krijgen. Pizarro reed te paard op de Inca af, maar die bleef bewegingsloos zitten. De Spanjaarden hakten de handen en armen af van de dragers, zodat de draagstoel zou vallen en ze de Inca konden overmeesteren. Tot hun verbijstering, trachtten de dragers ondanks hun zware verwondingen de draagstoel overeind te houden. Toen de draagstoel zakte, plaatste een grote groep zich tussen de Inca en de Spanjaarden. De groep gaf zich vrijwillig aan de dood prijs. De Spanjaarden hakten op de hovelingen in, terwijl Pizarro door hen heen reed naar de plek waar een Spaanse soldaat de Inca van zijn draagstoel had getrokken. Er kwamen andere soldaten bij, waarvan er een de Inca wilde doden. Pizarro besefte wat de keizer als levende gijzelaar waard was, blokkeerde de aanval en liep door een zwaardslag een wond aan zijn hand op.
Toen de overlevenden van het plein het gewapende Incaleger buiten de stad bereikte, vluchtte dat in paniek. Daarbij werd een 5 meter lange muur doorbroken. De doorgewinterde veteranen, die in een verhouding van 45:1 in de meerderheid waren, verloren hun moraal door de schok van de onverwachte aanval en de spirituele betekenis van het verlies van de Sapa Inca en de meeste bevelhebbers.

## Na het bloedbad

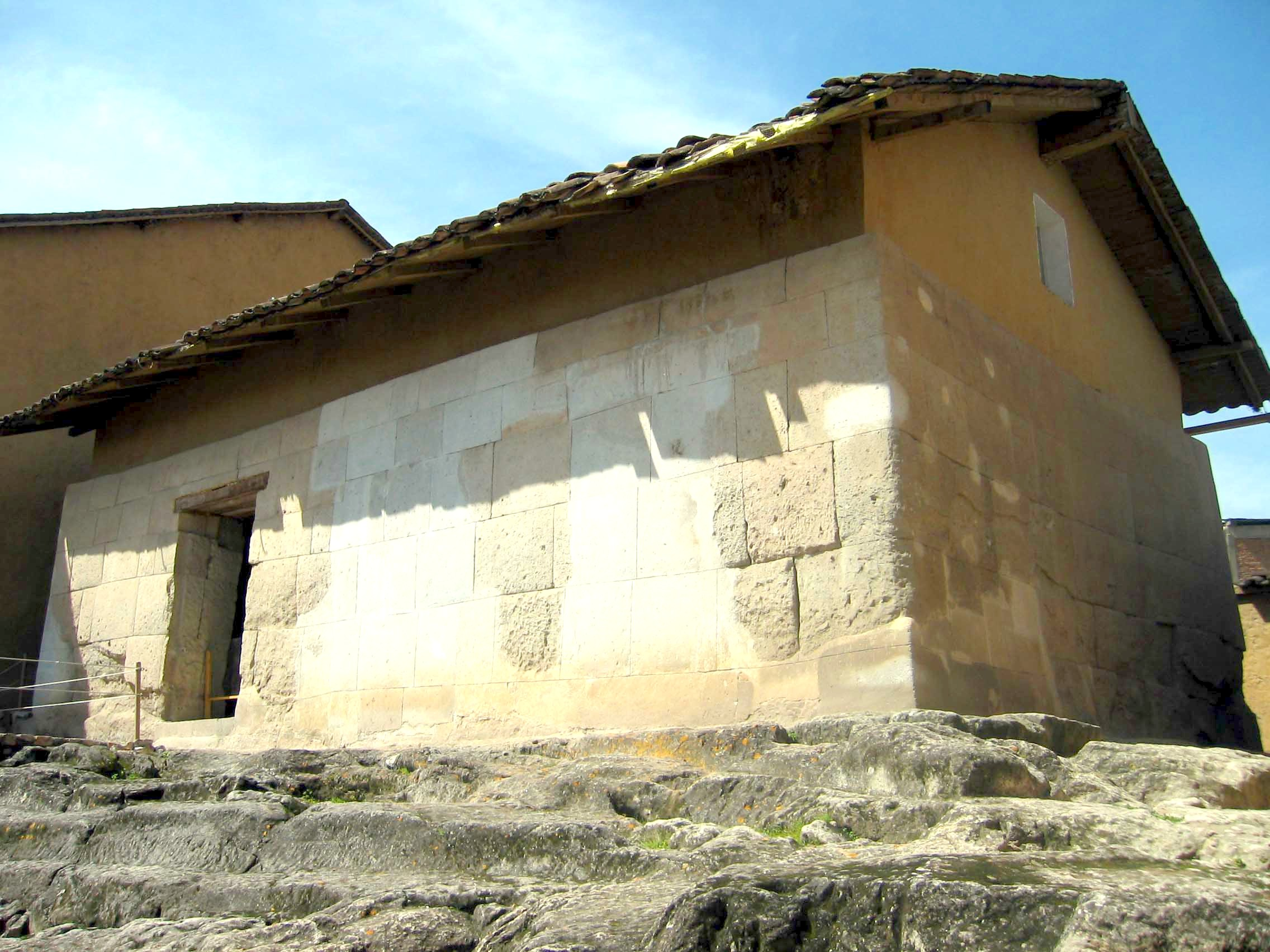
De mogelijke 'losgeldruimte' van Atahualpa in Cajamarca, die volgens de verhalen eenmaal met goud en tweemaal met zilver werd gevuld.

Atahualpa's echtgenote, de 17-jarige Cuxicimay Ocllo, bleef bij hem tijdens zijn gevangenschap in de hoofdtempel van Cajamarca. Hij beloofde een kamer van 5 bij 7 meter met goud en zilver te vullen in ruil voor zijn leven, maar na de inlossing binnen twee maanden werd hij voor het gerecht gedaagd en schuldig bevonden aan de dood van zijn broer Huascar. Hij zou op de brandstapel levend worden verbrand. Om dit wrede lot te ontkomen liet Atahualpa zich in alle wanhoop bekeren, waarna hij door verwurging het aardse leven verliet. Karel V was ontstemd toen hij hoorde van het doodvonnis dat na een 'rechtsgang' een monarch was opgelegd.
Na Atahualpa's dood werd zijn echtgenote naar Cuzco gebracht, waar ze de naam Doña Angelina aannam. Ze baarde Pizarro twee zonen: Juan en Francisco.
Pizarro plaatste, nadat hij Cuzco in bezit had genomen, een broer van Atahualpa, Túpac Huallpa, op de troon. De Inca was slechts een stroman en hij overleed spoedig. Daarna werd een andere broer gekroond, Manco Inca. Manco Inca kwam er na verloop van tijd achter wie werkelijk de touwtjes in handen had, ontvluchtte Cuzco en begon een opstand. Hij vestigde de Neo-Incastaat, die tot 1572 standhield.
Na de moord op Pizarro in 1541, huwde Doña Angelina met de tolk Juan de Betanzos, die later  Verhalen van de Inca's schreef. Het complete manuscript werd in 1987 ontdekt en uitgegeven. Francisco Xerez schreef ook over de slag bij Cajamarca.